# Oliver Kamm
Oliver Kamm é um jornalista e escritor britânico, escritor e colunista líder do The Times.

## Juventude e carreira
Kamm é filho da tradutora Anthea Bell e do editor Antony Kamm. Kamm é neto de Adrian Bell e sobrinho de Martin Bell.

## Carreira
Kamm se juntou à equipe do Times em 2008.